# Andréi Fomín
Andréi Valérievich Fomín (en ruso: Андрей Валерьевич Фомин) (Kirzhach, Kirzhach, Óblast de Vladímir, RSS de Rusia, Unión Soviética, 4 de agosto de 1965-1 de julio de 2023) fue un abogado y fiscal ruso que desde agosto de 2014 fue primer fiscal adjunto de la República de Crimea.

## Biografía
Se graduó en la Universidad Estatal Demidov de Yaroslavl. Desde 1992 comenzó su carrera en diferentes cargos y fiscalías del óblast de Yaroslavl, región donde fue fiscal general adjunto entre 2010 y 2014.
Se desempeñó como fiscal general interino de la República de Crimea entre abril y diciembre de 2016, tras la renuncia de Natalia Poklónskaia para ser candidata a diputada de la Duma Estatal, y hasta el nombramiento oficial del sucesor en el cargo, Oleg Kamshilov.